# シャープペンシル

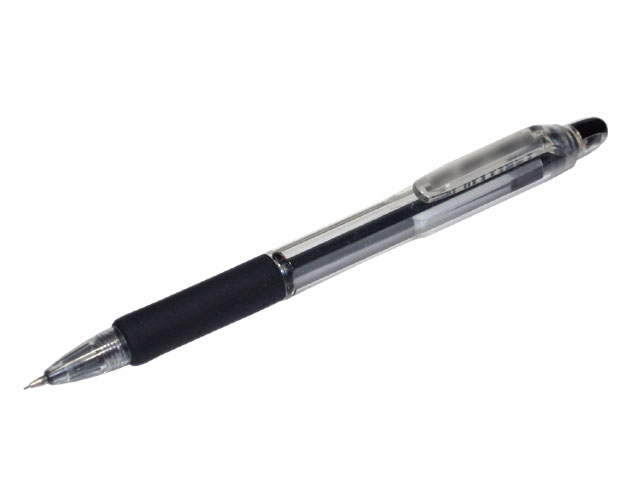
シャープペンシル

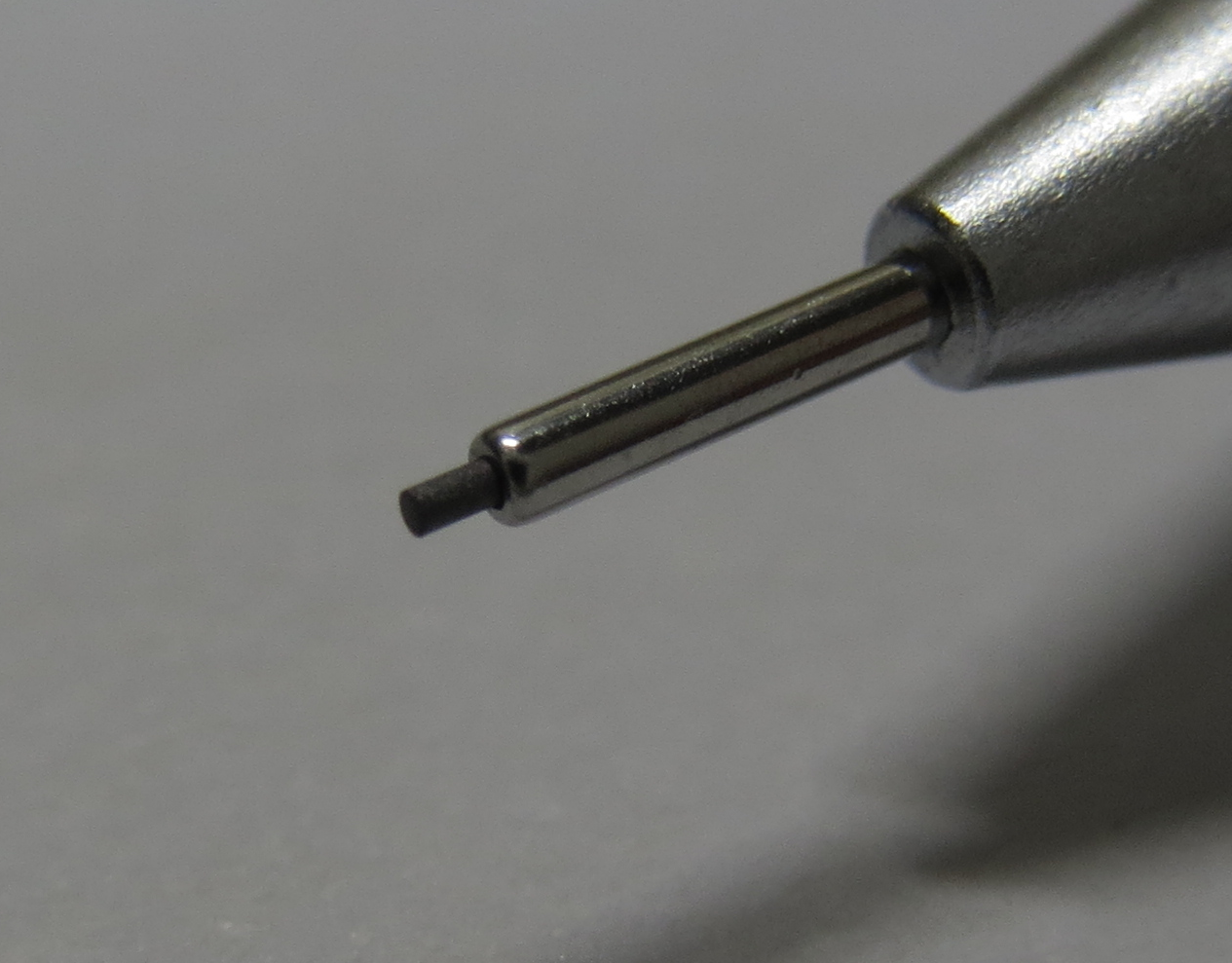
シャープペンシルの先（芯を出した様子）

シャープペンシルとは、細い黒鉛の芯を繰り出して用いる機械式筆記具である。略称で「シャープ」、「シャーペン」とも呼ばれ、「シャープペン」の表記も一般に見られる。

## 概要

### 名称
「シャープペンシル」の語源は、1837年頃にアメリカで発売された世界最初の実用シャープペンシルの商標 Eversharp だと言われている。Eversharpが販売されていたアメリカでは、日本でシャープペンシルという呼称が一般化する以前から「Eversharp Pencil（エバーシャープ・ペンシル）」という呼び名があった。明治時代に日本にシャープペンシルが入り「繰り出し鉛筆」と呼ばれていたものが、大正時代に「エバー・レディ・シャープ・ペンシル」という商標の商品が発売されて以降、シャープペンシルという呼称が一般化していった。「エバー・レディ・シャープ・ペンシル」は電機メーカーシャープの社名の語源になっている（詳細は歴史節参照）。
シャープペンシル（sharp pencil）は和製英語である。アメリカ英語では mechanical pencil、イギリス英語では propelling pencil と言い、また pencil を「黒鉛の芯を使う筆記具の総称」と一括りにし、シャープペンシルを pencil と言うこともある。なお、英語でsharp pencilと言うと、とがった鉛筆の意味となる。

### 形態
鉛筆とよく似た黒鉛主体の芯を用いるが、本体と芯が分離され、更に細い芯が利用され、内部に芯の補充や備蓄が可能であり、鉛筆の代替品として広く用いられる。その構造上、シャープペンシルは単体で芯の繰り出しができ、鉛筆のように芯の先端が極端に丸く（太く）鈍ったり、鉛筆削りを使ったりする必要がない。一方で芯ホルダーと呼ばれるものなど、鉛筆に近い（あるいは更に太い）芯径を持つものもあり、これらでは芯研器も利用される。
万年筆やボールペンを製造しているメーカーの多くは同じデザインでシャープペンシルを販売することもある。

## 歴史

### 古典的シャープペンシル

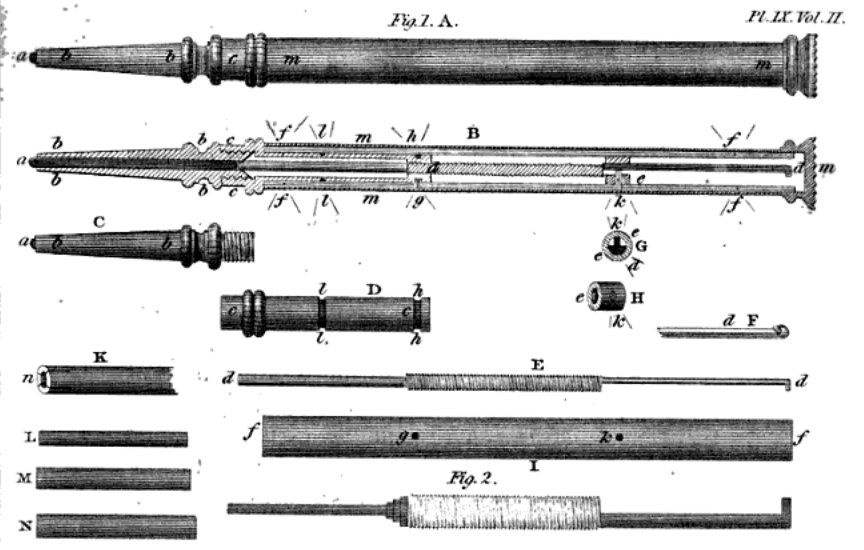
モーダンのシャープペンシル

確認される最古のシャープペンシルは、1791年に沈没したHMSパンドラから見つかった。実際の発明はこれより前に遡ると考えられる。
1822年、イギリスのジョン・アイザック・ホーキンスとサンプソン・モーダンが繰出式のシャープペンシルを発明し、特許を出願した。サンプソン・モーダン社のシャープペンシルは純銀や金によって作られ軸の後端には宝石や貴石が嵌め込まれ、そこに封蝋に印をつけるための家紋やイニシャルを彫り込むことができた。
1837年または1838年にアメリカ合衆国のキーランが繰出式のシャープペンシルをエバーシャープの名で発売したといわれている。エバーシャープを作ったキーランと呼ばれる著名なアメリカの発明家は後年にもおり、チャールズ・ルード・キーランが1910年代に同名のブランドでシャープペンシルを発売、0.046in径（約1.17mm）芯のものを開発している。
ユダヤ系クロアチア人のスラボリューブ・ペンカーラは、1906年にオートマチックペンシルと名づけたシャープペンシルを発明し、1907年には世界初の固体インクの万年筆を発明したことにより、シャープペンシルの父の一人と考えられている。
日本では、1870年代後半にアメリカ製やドイツ製のシャープペンシルが輸入されるようになり、これを手本としたものが東京の錺（金属細工）職人らによって手工業で作られ始める。1900年代初めには機械が導入され、1920年代には軸が樹脂で作られるようになり、外国にも輸出された。早くは1886年に2件の特許が出願され（特許第299号、特許第433号）、その後数多くの特許が出願されている。当時使われていた機構はドロップ式（芯ホルダー）や押出式、繰出式（スクリュー式）であった。
1915年、錺職人であった早川徳次（のちのシャープ創業者）が、繰出鉛筆の金具を受注したことに始まり、自ら金属製繰出式シャープペンシルを発明、「早川式繰出鉛筆」として実用新案を取得した。これ以前の繰出鉛筆はセルロイド製であり、壊れやすく実用的ではなかったが、早川式繰出鉛筆は美しく丈夫な金属軸であり、やがて輸出用にも人気を得た。翌1916年には更に細い芯を使用可能に改良し、福井商店（現ライオン事務器）の福井庄次郎の助言により「エバー・レディ・シャープ・ペンシル」と命名された。早川式繰出鉛筆は1.15mm径の芯が使用できたほか、1920年登録の実用新案（登録実用新案第54357号）では、従来根元まで摩耗した残芯の除去が困難であったのを、道具を使わず容易に取り出せるよう改良した点を新規性としている。早川は試作品を含め様々な多機能のものも製作しており、体温計、カレンダー、鋏、方位磁石、時計、ライターなどを組み込んだ。早川式繰出鉛筆を製造していた早川兄弟商会は1923年の関東大震災で工場を焼失し、借金弁済のため筆記具事業を取引先に譲渡して解散、早川は翌1924年に早川金属工業研究所（現シャープ）を開業して家電事業へ参入したが、筆記具にちなんだ「シャープ」の名は同社のブランド名や社名として使われるようになった。

### ノック式発明後
1960年、大日本文具（現在のぺんてる）が0.9mm径ポリマー芯と現代的なノック式シャープペンシル「ぺんてるシャープ」「ぺんてる鉛筆」を開発、1962年には0.7mmおよび0.5mm芯が、1968年には0.3mm芯が開発された。これらの技術革新によって、漢字筆記に適した細芯や本体の低コスト化が実現し、シャープペンシルの一般化が進んだ。ポリマー芯開発のきっかけは焦げたおにぎりだったという。
パイロットは振って出るシャープペンシル「2020シリーズ」を1978年に発売し、この「フレフレ機構」は90年代のヒット作「ドクターグリップ」にも採用されている。
1980年にはゼブラが1本100円の製品を初めて発売した。
2008年に、筆圧により芯が自動回転して書いた線が太くなることを防ぐ三菱鉛筆「クルトガ」が発売され大ヒットすると、プラチナ万年筆「オ・レーヌ」、ぺんてる「オレンズ」、ゼブラ「デルガード」など、各社とも芯先にメカニカルな仕組みを組み込んだシャープペンシルを次々と発売した。

## 構造

### ノック式（ラチェット式）

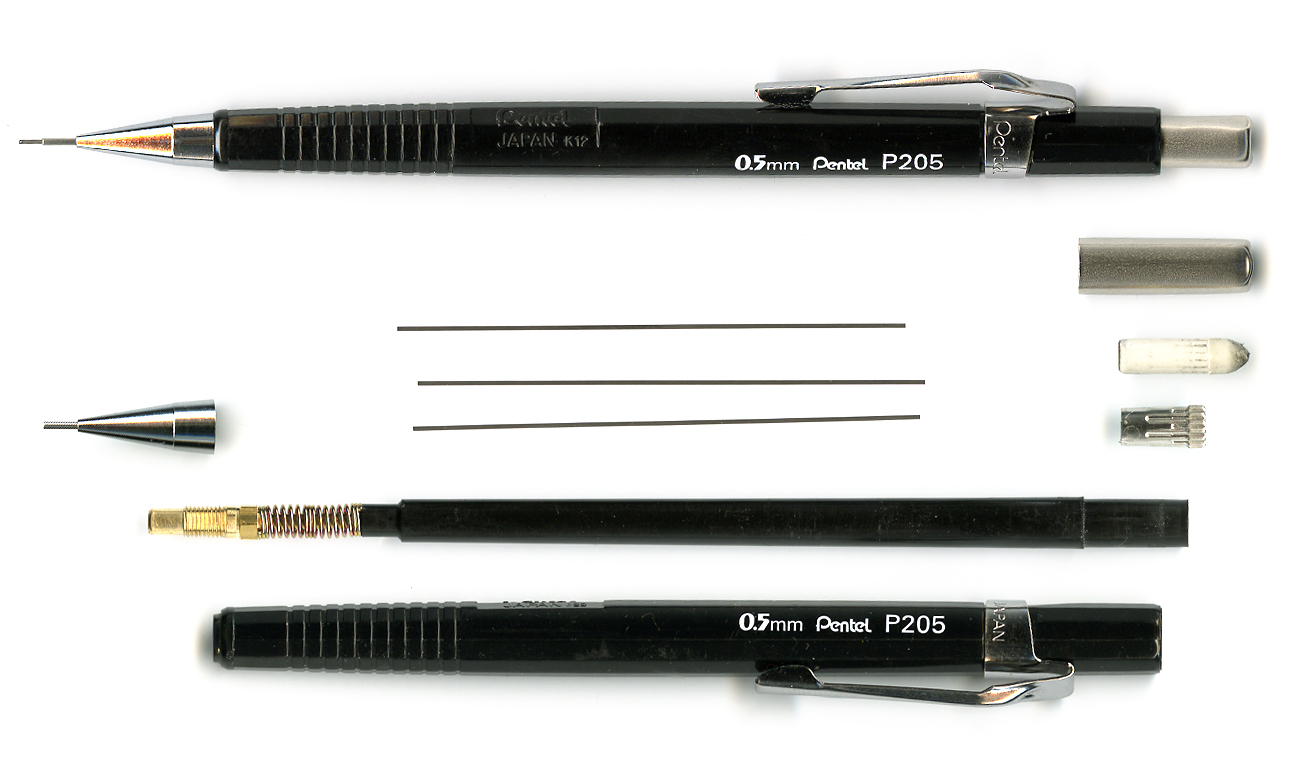
分解したところ

一般的なシャープペンシルには後端に替芯補充口の蓋を兼ねた押す部分（ノックボタン）があり、これを押すことにより、先端より芯が1mm弱程度繰り出される。この蓋を取ると、消しゴム、さらに芯を入れるパイプ（芯タンク）がある。消しゴムは芯タンクの栓の役目も兼ねている。
芯タンクと連なる内部機構の先端には、芯を固定するためのチャックと、チャックの開閉タイミングをコントロールするためのチャックリングがあり、外装先端の口金内部にはチャック開放時に芯を止めるためのパッキン（芯戻り止め）が付いている。これらがノック動作中に連動することで芯を繰り出すことができる。
1. ノックを押すと、内部機構が前進する。チャックに固定された芯も前進する。
2. 一定距離まで進むと、チャックリングが外れ、チャックが開放される。芯は芯戻り止めで保持される。
3. ノックを離すと、ばねで内部機構が後退する。
4. 一定距離まで戻ると、チャックリングが嵌り、チャックが閉鎖して、芯が固定される。

一般的なノックボタンは後端にあり、筆記時には持ち替えて操作するが、持ち替えずに操作できるよう改良したものもある。軸の側面にノックボタンがあるサイドノック式や、振ることでノック同様の操作ができる振り子式、軸を握り浅く曲げることでノック同様の操作ができる中折れ式（ボディノック式）などがある (後述)。

### 回転式（スクリュー式・繰り出し式）
軸の後端などにあるノブを回転操作して芯を繰り出す。芯を後部から押し出す構造を持った単動式や、芯の固定部を設けて出し入れできる複動式がある。1960年代以前に主流であった方式。ヤード・オ・レッドのように伝統を受け継ぐかたちでこの機構を使い続けている会社もある。この機構の場合、部品の一部を交換すれば同じペンで太さの異なる芯を使用することが可能である。
複動式である早川式繰出鉛筆の内部構造を例に取ると、螺旋状のスリットを持つ案内筒と、軸方向にスリットを持つ回転筒が組み合わされており、ノブで回転筒を回転させると、両スリットが重なって見える穴が前後に移動する構造になっている。この穴に芯の固定部の突起が嵌められているため、芯が前後に繰り出される。

### 芯ホルダー（ドロップ式）
ノックボタンで芯を固定するチャックが開放され、手動で芯の露出長さを調整するもの。多くは太芯用（2.0mmなど）であり、よく製図に用いられる。芯の先端は芯研器で形を整えて使用する。

## 芯

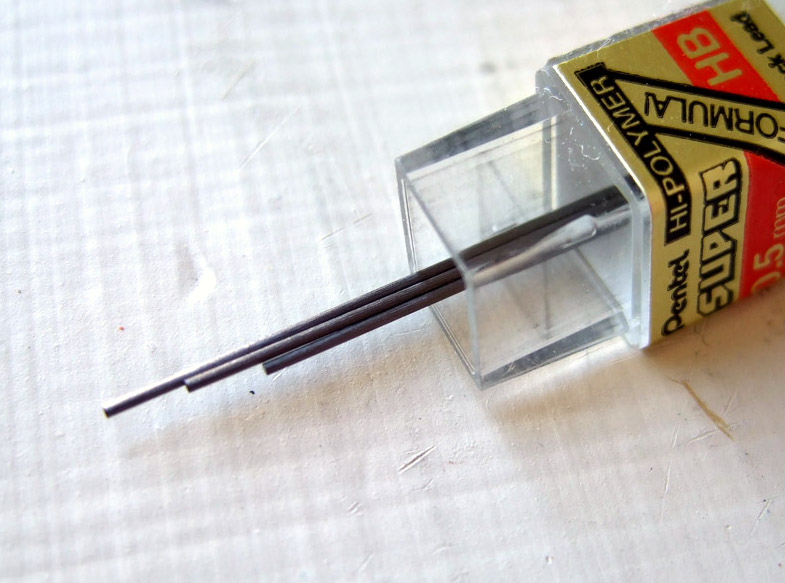
シャープペンシルの芯

### 芯の硬さ
芯の硬さは鉛筆と同様に、ヨーロッパや日本ではHやBなど、北米では数字で表される。
ヨーロッパ式は日本では日本産業規格（JIS）で定められており、6B、5B、4B、3B、2B、B、HB、F、H、2H、3H、4H、5H、6H、7H、8H、9Hに準拠するものである。メーカーによってはHBのラインナップを拡充し、Bに近いソフトHB（こいめHB）、Fに近いハードHB（かためHB）といった硬さの商品を発売している。
なお鉛筆の硬度幅もJIS規格上は同等（6Bから9H）であるが、規格を超えた市販品が存在する（2019年時点で12Bから10H）。

### 芯の太さ
直径はそのシャープペンシル本体に合ったものを使用しなければならない。芯の直径はJISでは0.3mm（0.35mm）、0.5mm、0.7mm、0.9mm（1.0mm）、2.0mmが定義されており、これらは製図にも適する公比√2の等比数列（ISO 128-20およびJIS Z 8312に定義の線幅）に近く構成されている。その他には0.2mm、0.4mm、0.6mm、0.92mm、1.1mm、1.18mm、1.3mm、1.4mm等がある。0.1mmは、ぺんてるが参考出品をしたことがある。
日本では0.5mmが、アメリカでは0.5mmや0.7mmが一般的に使われる。

### 芯の長さ
多くの場合、芯の長さは60mmである。また、太い芯の場合は90mm、110mm、130mmなどがあるが、粘土芯だと50mmしか実用化されていない。
芯の長さは60mm、残芯は15mmと見積もったとする。残芯を除外した場合1mm出して5m書けるとすると、芯1本で約225m筆記できる。ただし残芯も含めると240mになる。

### 芯の組成
材料を成型して焼く焼成芯と、材料を油成分などで固める非焼成芯がある。
粘土芯
粘土芯は焼成芯の一種で、鉛筆の芯と同じ組成である。顔料の黒鉛に結合剤の粘土、水を混合してよく練り、約1000℃で焼いた後、油に浸して作る。硬度は、粘土と黒鉛の割合で調整する。
柔らかくて折れやすいため、直径は最低でも1mmは必要であり、長さは最大でも30mm程度のものまでしか実用化されず、現在ではより細くて折れにくいポリマー芯が主に使われている。
ポリマー芯

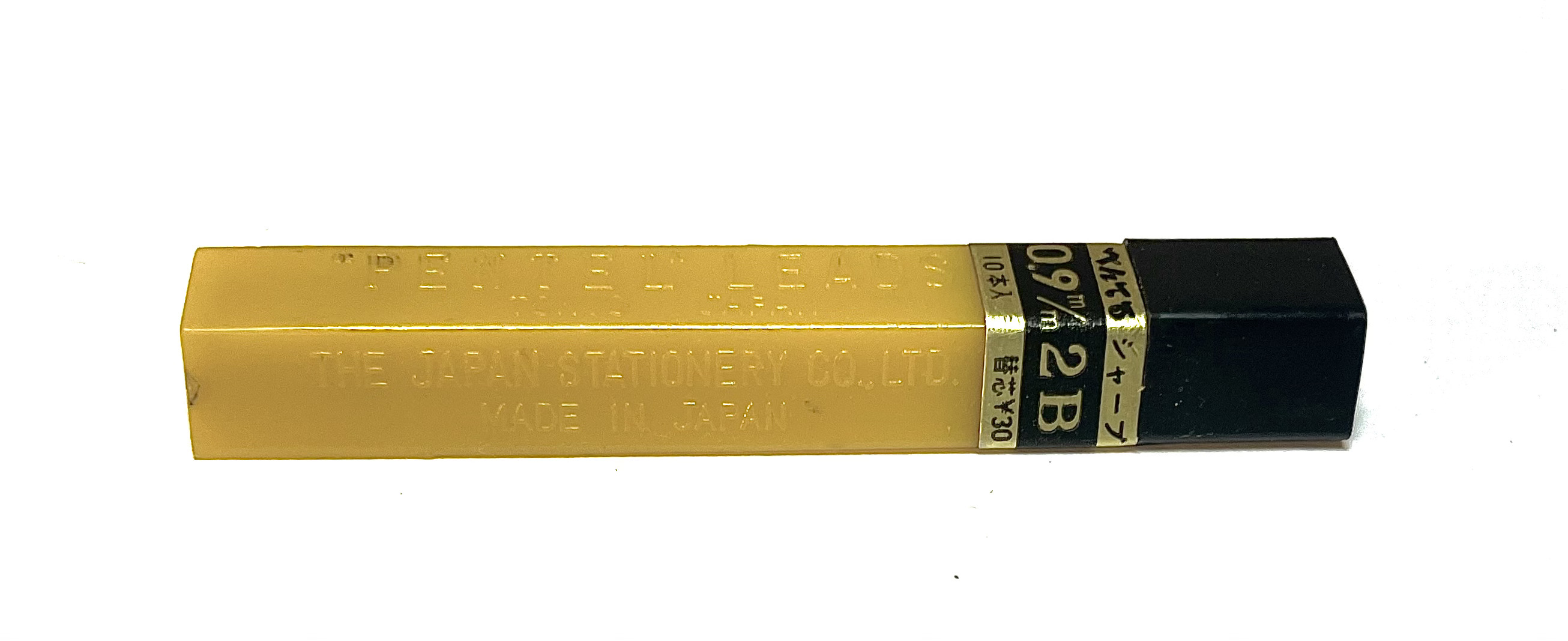
発売当時のハイポリマー芯

ポリマー芯（ハイポリマー芯）は焼成芯の一種で、結合剤として粘土の替わりにプラスチックのような高分子有機化合物（ポリマー）を使用し、黒鉛とよく練り合わせて約1000℃で焼き、油に浸して作る。1960年に大日本文具（現ぺんてる）によって実用化され、1mm未満の直径も同年に同社によって最初に0.9mmの直径の芯が実用化された。
焼成中に有機物の結合剤が分解して炭化するため、焼き上がった芯全体が炭素の塊となる。なめらかで強度が高く色が濃いという理想的な特徴を持つ。この強度の向上によって細い芯を作れるようになり、2015年現在、0.2mmのものまで実用化されている。
色芯
色鉛筆のように、色の着いた芯もある。顔料をワックスなどの油成分で固めた非焼成芯と、鉱物を焼き固めて作った白い芯にインクを染み込ませて作る焼成芯の2種類がある。

## 製図用シャープペンシル

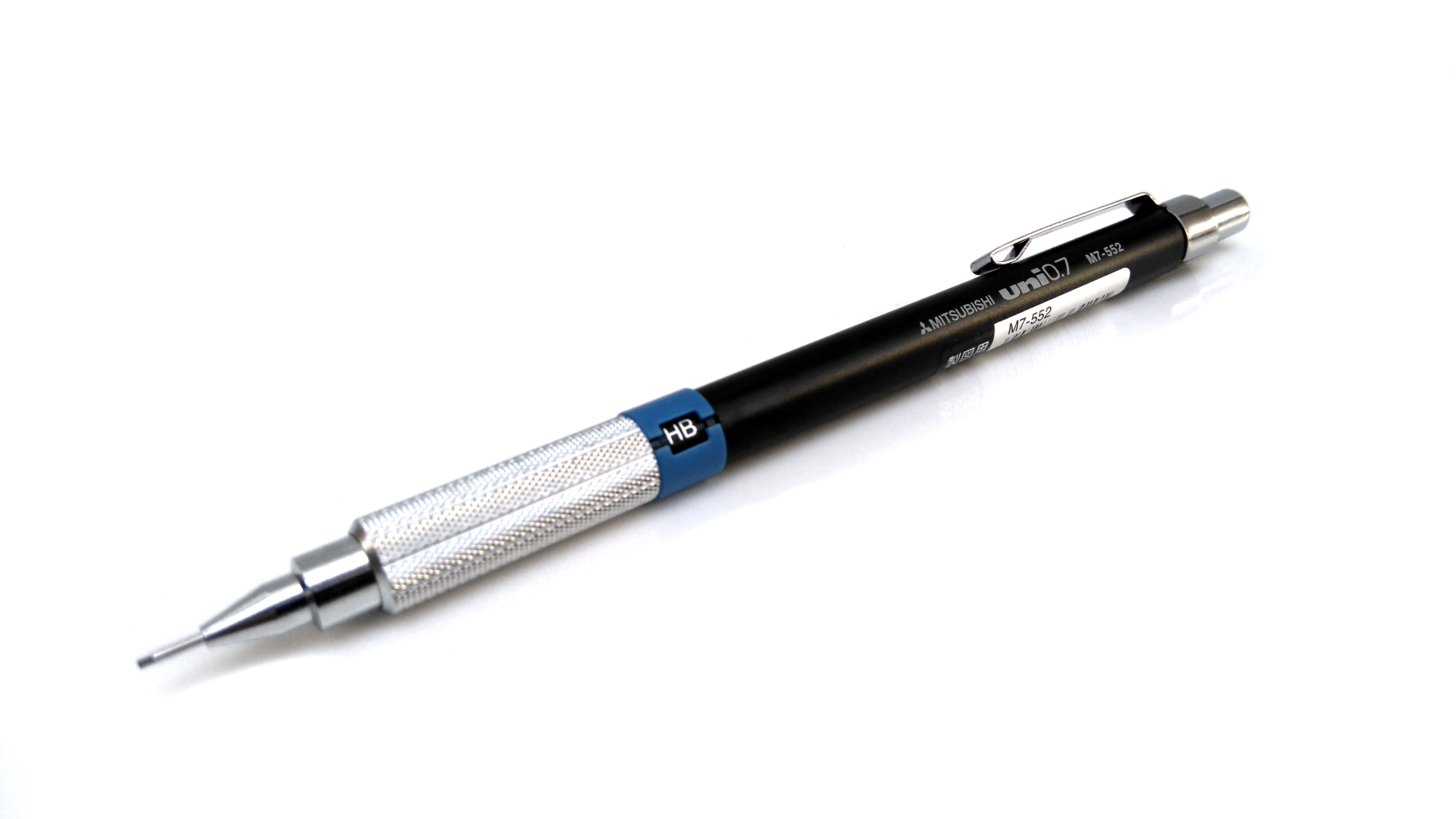
製図用シャープペンシル

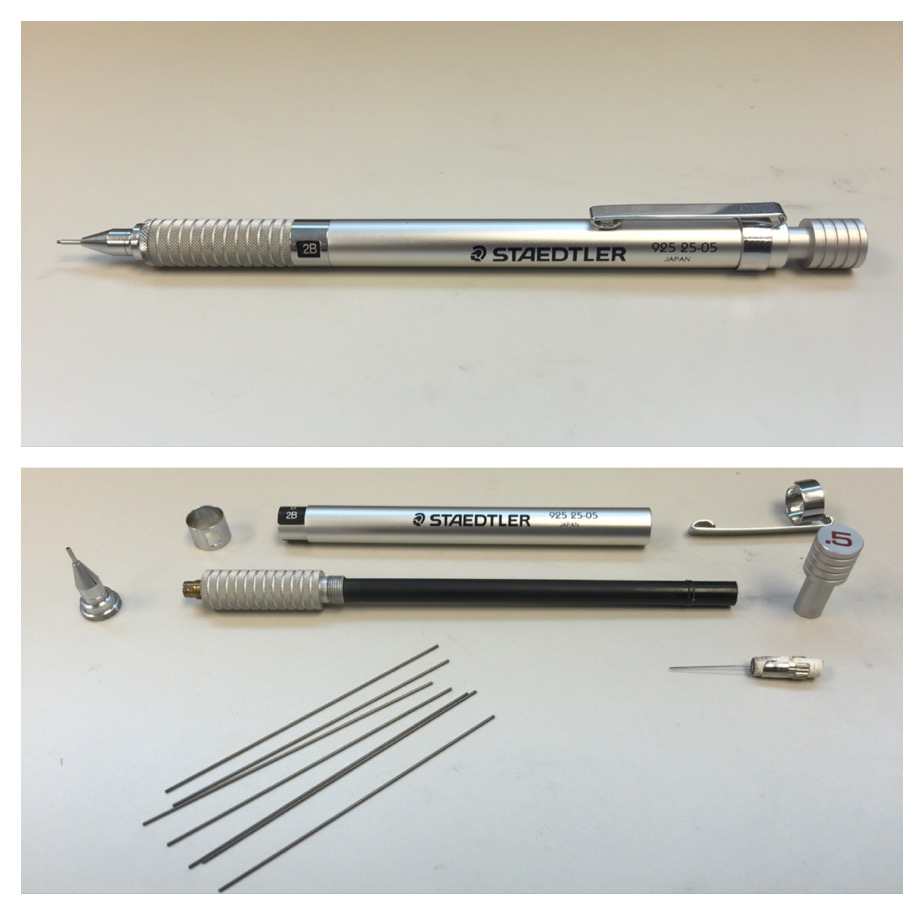
構造

製図用シャープペンシルは、線を精密に引く製図作業のために開発されたシャープペンシルである。
国際規格ISO 9177-1や日本の国内規格JIS S 6013では製図用シャープペンシルの規格が定められており、ガイドパイプの外径および公差、3mm以上の長さのガイドパイプを使用することが規定されている。これにより厚みのある定規に当てやすいため、快適に正確な線を書くことができる。なおJISでは、一般筆記用と区別して製図用を「テンプレートなどを使い、主に製図に用いるもの」と規定し、用途の表示も規定している。また規格ではないが、一般に線引き向けに先端を把持しなくとも安定するように先端重心に設計されるほか、ローレット加工のグリップや、使用中の芯硬度を表示できる窓もオーソドックスな特徴とされる。ISOカラーコードなどに基づいて芯径を色分け表示した製品もある。
初期の製図用シャープとしては、ぺんてるが0.5mm芯を実用化した3年後の1965年に発売した「グラフペンシルPG」や、0.3mm芯の実用化と同年の1968年に発売した「メカニカMEC」がある。1962年に0.5mm芯シャープが実用化されると、初めに製図工の間で支持を集めたことから、これに応える形で製図用シャープが開発されたという。CADを使った製図が普及して以降は、高品質な製品を求める一般消費者向けに販売されるようにもなっている。
製図用途には、鉛筆(製図用鉛筆)・芯ホルダー(製図用ホルダー)も従来使われてきたが、より利便性の高い製図用シャープペンシルの登場以降は後者が普及していった。

## 特殊な機構のシャープペンシル

### 振り子式

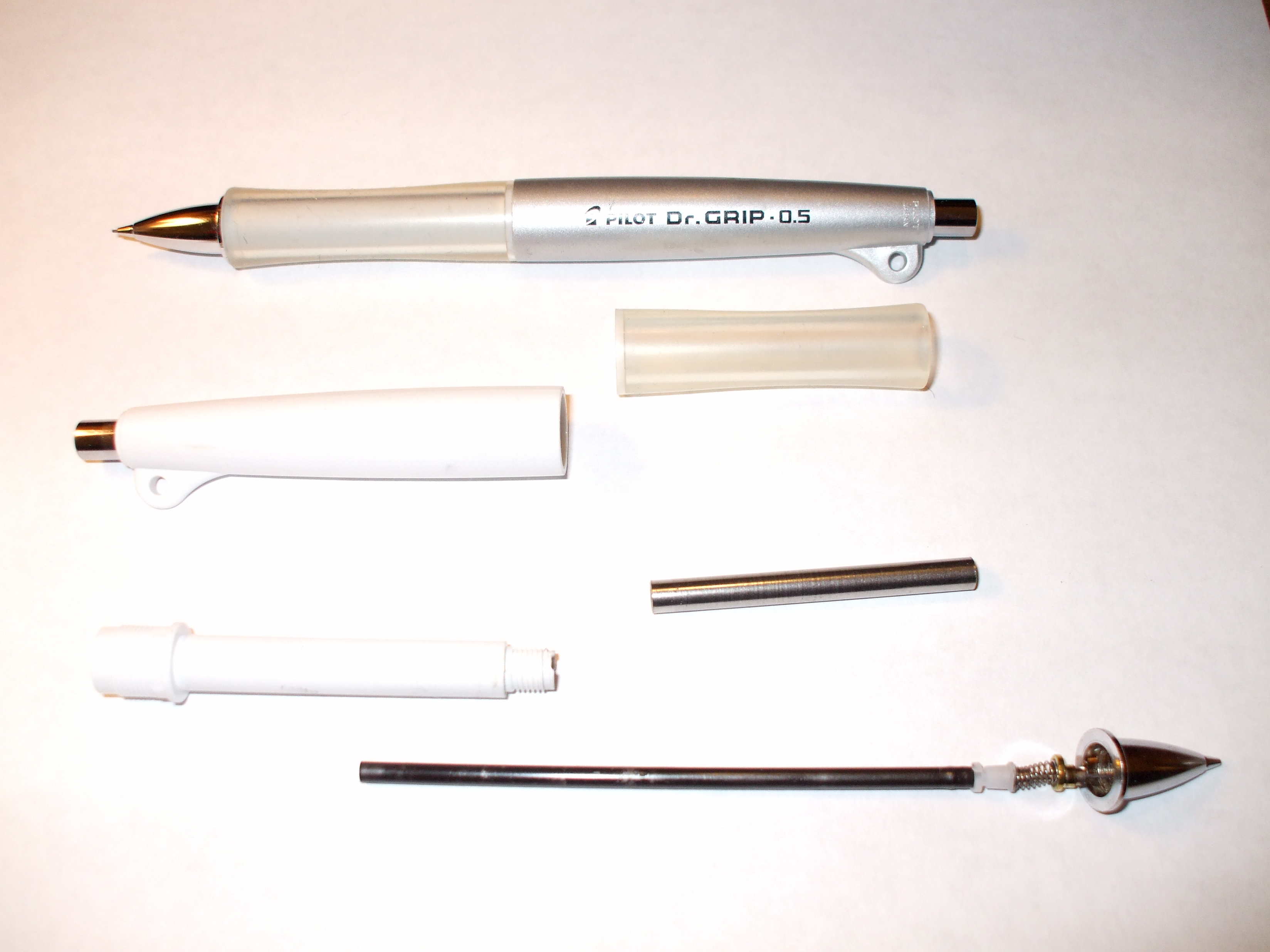
分解されたドクターグリップ
中央の金属パイプが振り子

振るだけで芯が出てくる機能のついたシャープペンシル。パイロットの2020（フレフレ）シリーズの「フレフレ」機構が最初であり、同社のドクターグリップや、ゼブラの「フリシャ」機構（テクトツゥーウェイ等）、三菱鉛筆の「シャカシャカ」機構（ユニ アルファゲル等)、トンボ鉛筆「フレノック」機構(モノグラフなど)などがある。内部に重量のある金属パイプが仕込まれており、ペンを振ることによってこれを上下させ金属パイプの反動で繰り出し機構を作動させる。芯を出すのに持ち替える必要がないため、安定したリズムでの筆記が可能。一般のものと比較して価格に大差がないため日本国内では広く普及している。内部の錘は、金属の板を巻いた形状の物や、針金をコイルスプリング状に巻いたものなどが多い。元々は比較的高価であったが、最近は普及したことにより100円ショップなどでも売られている。

### サイドノック式

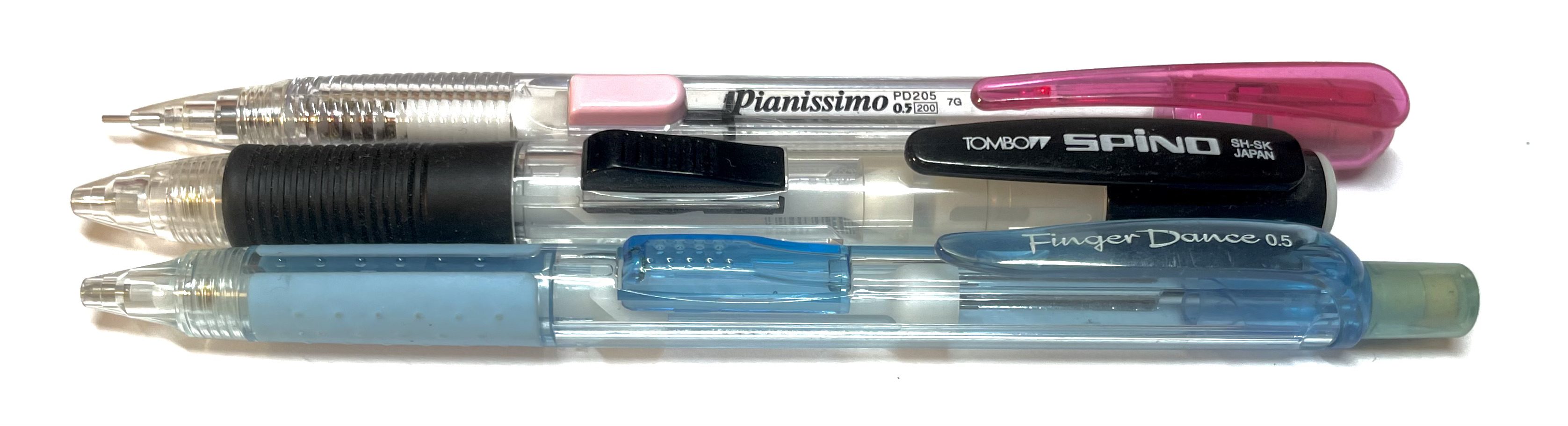
サイドノック式を採用したシャープペンシル

ノックパーツが真横にあるシャープペンシル。古くは三菱鉛筆「PECKER」などで見られた形状で、1980年代から1990年代にはメーカー各社から販売されていたが、その後廃番が多くなり、2010年代頃にはプラチナの100円ショップ向け「PoCheNo」やぺんてるの海外向け逆輸入品などがわずかに残る程度と少なくなった。1996年発売に大ヒットしたぺんてるの「ピアニッシモ」も一時期廃番となっていたが、2020年に復刻したことで再度大ヒットした。

### スライドノック式
ペン上部または下部にあるノックパーツをスライドさせて芯を送り出す機構。パイロットの「2020フラッグ」やトンボ鉛筆の「モノグラフ」などが該当する。

### 中折れ式（ボディノック式）
軸を握り、中程を浅く折り曲げる動作でノックが働き、芯が繰り出される。先軸と後軸に分割された構造を持ち、先軸側は芯タンクなどになっており、後軸側はノック棒が当たるすり鉢形状の部品が組み込まれており、継目付近は可動性を持たせてある。折り曲げる動作をすると、ノック棒がすり鉢形状の厚い周縁部に押されて動作する。ボディノックのアイデアは昭和40年代には既に公知技術となっていた。製品にはロットリングの900やコクヨのミストラル、トンボ鉛筆のオルノなどがあるが現在は全て生産終了している。
また、オートから「Body Knock」というボディーノック式のシャープペンが発売されていたが、ノック部分が真ん中でグリップと軸を上下にノックすることにより芯を繰り出す機構のため、中折れ式（ボディーノック式）とは別の機構である。

### 自動芯繰り出し機構

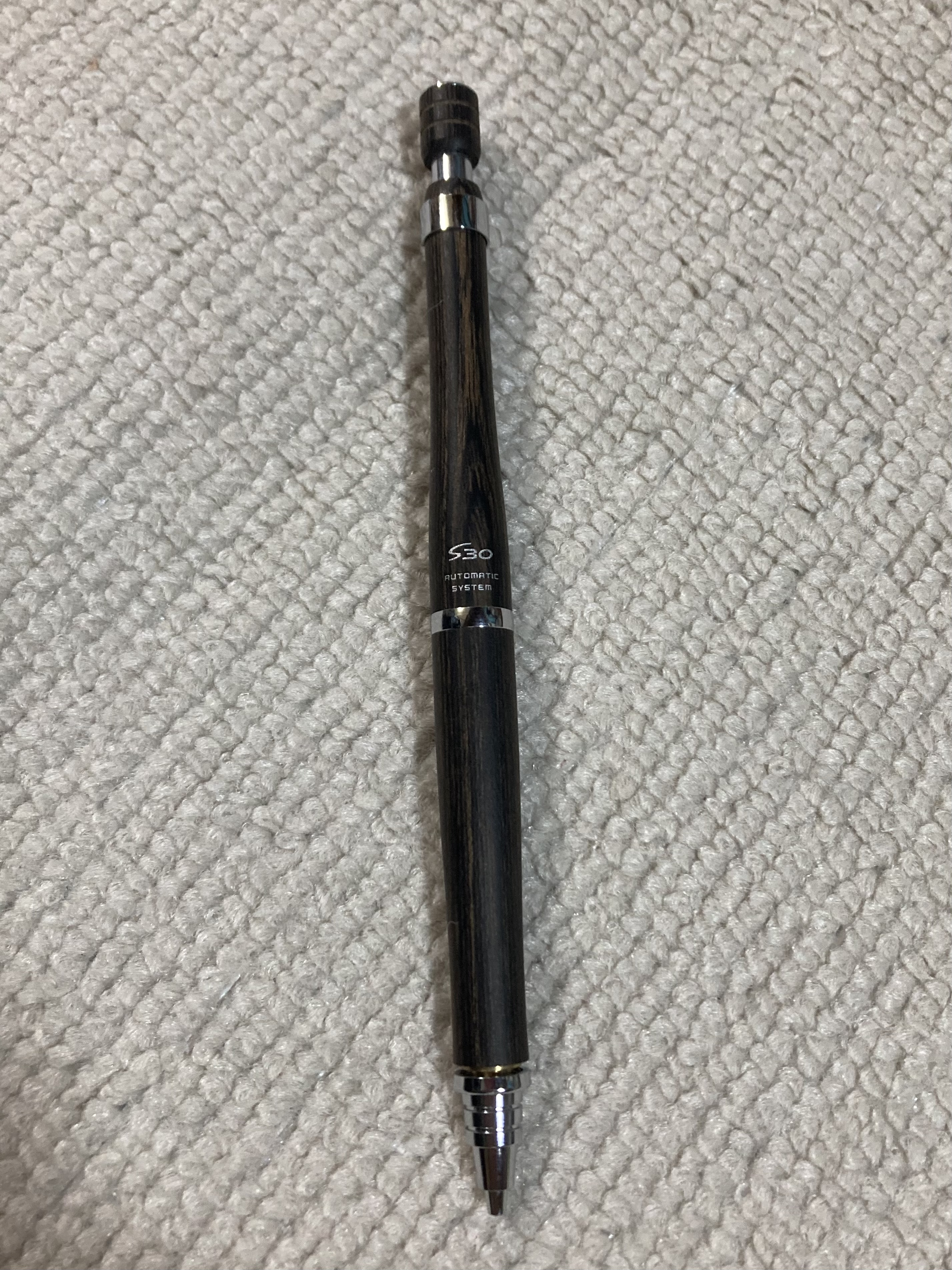
オートマチック機構搭載モデルのPilot S30。

オートマチック機構、自動芯出し機構とも言われ、書きながら芯が出るためノンストップで筆記ができ、使うときにもノックする必要がない。基本的にはボールチャックを利用し、ガイドパイプが紙に擦れることにより芯が自動で送り出されることで継続的に筆記ができる仕組みとなっている。
ドイツのファーバーカステルが発売したアルファマチックによって実現した構造で、日本ではパイロットが初めてその機構を採用した。日本製ではパイロットのオートマックペンシル、オートのオートシャープシリーズ、uniのクルトガダイブ、pentelのオレンズネロ、パイロットのS30(廃番)イブなどさまざまなモデルが発売されている。また、ダイソーやセリアなどの100円ショップでも売られている。

### ダブルノック式
ペン先の出し入れを深いノック動作で行い、芯繰り出しを浅いノック動作で行う方式。保管・携帯時のペン先・衣服などの破損や怪我を防ぐ。ダブルノックで収納する製品としてはサクラクレパスのライトル、ロットリングのラピッド（生産終了）、パイロットのデルフル（生産終了）、ぺんてるのテクニカEX（生産終了）などが該当する。

### パイプスライド式
ペン先のガイドパイプをスライドして口金内部に格納できる方式。ペン先を押し戻しながらノックするなどして格納でき、保管・携帯時のペン先・衣服などの破損や怪我を防ぐほか、筆記面にガイドパイプが触れればスライドするため、芯をほとんど露出させずに筆記でき、芯折れを防ぐ。ぺんてる「オレンズ」0.2 mmのような極細芯の製品で芯折れ防止のために採用されているほか、パイロット「REXGRIP」などの100円台の製品にも幅広く搭載されている。

### 残芯が少ない
残芯が少なく、資源を有効活用できるシャープペンシル。従来、芯を固定するチャックとペン先との間には距離があり、10mm程度まで摩耗した芯は固定できず使用不能な残芯になる。残芯を減らす仕組みには、ペン先端にチャックを備えたものや、チャックとペン先の距離を縮めたり、後続芯と密着させるようにしたものなどがある。先端チャック式は原理的に最後の1mmまで使いきれるが、その他は3.5mmや0.5mmなど製品によって公称残芯に違いがある。昭和50年代に発売されたパイロットのトップチャックや、その後継モデルであるクラッチポイント、プラチナ万年筆のゼロシン、無印良品のABS樹脂最後の1mmまで書けるシャープペンなどがある。
低価格化も進み、2001年にはぺんてるの「.eシャープ」で100円製品での残芯3.5mmが初めて実現された。「.eシャープ」では芯を送り出すチャックとペン先のスライダー部分を密着連動させる構造を初めて実用化している。残芯0.5mmの100円製品も登場している。

### クッション機構
強い筆圧がかかると芯の固定機構がバネの様にスライドして圧力を和らげ、芯折れを防ぐ。メーカーによってはセーフティスライド機構などとも呼ばれる。パイプスライド式と併用し、クッション動作を芯の露出に利用するものもある（プラチナ万年筆のポイントプッシュ機能など）。ゼブラの「デルガード」、ロットリングの「ラピッドプロ」、ファーバーカステルの「TK−FINE Vario l」などがある。

### クルトガエンジン
2008年発売、三菱鉛筆の「クルトガ」に搭載された芯を均等に減らす仕組み。芯が紙に当たる度にシャープメカについたギアによってペン先が回転することにより、「字が太らない」シャープペンシルを実現している。偏減りなどをなくすことが目的で、開発した三菱鉛筆は「中高生をターゲットとした」と語っている。

### 繰出式の消しゴム
シャープペンシル後端の消しゴムは、従来は小さなものが嵌められているだけであるが、回転繰出式のホルダー消しゴムと同様に、より大型の消しゴムを内蔵して、任意の長さに繰り出せるようにした製品がある。ぺんてる「タフ」、トンボ鉛筆「モノグラフ」ファーバーカステル「TK-FINE バリオL」など。

### 芯が折れない
2009年に「芯が折れないシャープペンシルの第1号」としてプラチナ万年筆より「オ・レーヌ」が発売された。その後、発売順にぺんてるの「オレンズ」、ゼブラの「デルガード」、パイロットの「モーグルエアー」などが該当する。

### 芯の出寸法調節機構
芯送り出し調整機構とも呼ばれ、一回のノックで出る芯の量を調節できる機構である。この機構は、オートの「スーパープロメカ」と「コンセプション」、ステッドラーの「925 95」と「925 85 REG」に採用された。しかし、現在はオートの「MS01」にしか採用されていない機構である。

### ピストン機構
ペン先から出ている芯の収納を深いノック動作で行い、芯繰り出しを浅いノック動作で行う方式。リングチャックが2つあるのが特徴である。オートの「ピストンシャープ」や三菱鉛筆の「リターンズ 」に採用されていたが現在は全て生産終了している。

### その他の機構
- FFマティック式（先端ノック機構） - 口金（グリップ）をノックすることで芯を出すことができる機構。三菱鉛筆の「Hi-uni5050」、「Hi-uni 3051」（生産終了）に採用された。現在ではサンスター文具の「トッププルシャープ topull シリーズ」に採用されている[69]。
- 先端プッシュ式（ポイントプッシュ式） - パイプ（先端）を押しつけることにより芯が繰り出される仕組み。プラチナ万年筆の「Hayaai」「Hayaai2」やぺんてるの「テクノマティック」「テクノプレス」「ＱＸ」などに採用された[60]。しかし、現在では全て生産終了である。

## 特殊な軸のシャープペンシル

### マルチ機能ペンシル

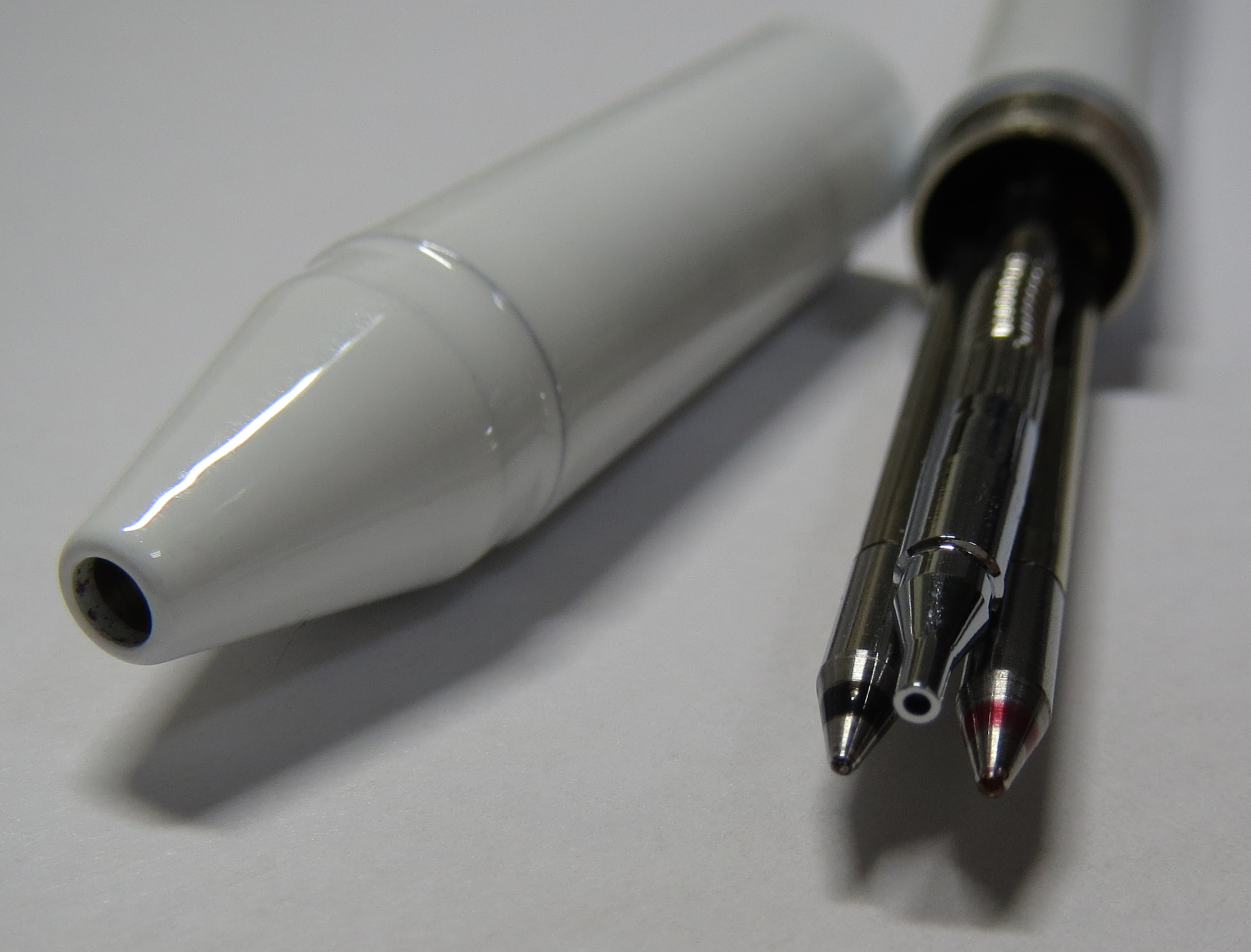
マルチ機能ペンシルの内部

多機能ペン、マルチペンとも呼ばれる。国内における先駆けは1977年に発売された「シャーボ」であり、「右へ回すとシャープペンシル、左へ回すとボールペン。1本で2本分」のキャッチコピーで話題となった。その後有用性が認められ、各社から次々と多機能ペンが登場するきっかけとなった。仕組みとしてはツイスト式、レバー式、振り子式があり、低価格帯製品では製造コストが低く操作も簡単なレバー式、高級モデルでは振り子式やツイスト式が主流となっている。

### 人間工学に基づく
人間工学に基づき開発されたシャープペンシル。太軸にして持ちやすくしたり、重心バランスを最適化したりグリップを柔らかくしたりして疲れにくいように設計されている。パイロット「ドクターグリップ」のようにグリップ径や素材に特徴を持たせたものや、ぺんてる「エルゴノミックス」のようにグリップ形状が特殊なものがある。

### 木製軸
木製軸を採用するシャープペンシルを販売しているメーカーもある。木はプラスチックに比べ加工に多少手間がかかるため、一部を除き中級から高級ラインにしか採用されない。三菱鉛筆の「ピュアモルトシリーズ」、カランダッシュの「メットウッド」、パイロットの「カスタムカエデ」や「レグノ」、「s20・s30」などがある。なお、オートの「木軸シャープ」や北星鉛筆の「鉛筆屋のシャープペン」、無印良品「木軸六角シャープペン」などの鉛筆型の六角軸シャープペンシルも販売されている。

## 日本の学校での利用
日本の学校ではシャープペンシル利用が一般的であるが、小学校は事情が異なり、2015年のゼブラの調査によれば、約半数の小学生がシャープペンシルを日常使用するが、小学校での使用は8.6%に留まる。しばしば学校では使用禁止され、その理由としては、筆記具の扱いに慣れていない児童が芯を折ってしまうほか、折れた芯が飛ぶと危険とする意見もある。またかつての理由としてはその高価さも挙げられる。校内での使用ルールについて生徒自ら決めさせる小学校もある。
また鉛筆の方が筆記具の扱いの習得に良いとする意見もある。上越教育大学書写書道研究室教授の押木秀樹によれば、鉛筆やチョークといった筆記具では、適切な接地面を得るには先端形状の変化に応じて軸の回転動作をする必要があるが、その習得にはシャープペンシルより芯の太い鉛筆のほうが意識しやすく適するとされる。